# Opernturm
Der Opernturm (Eigenschreibweise: OpernTurm) ist ein Wolkenkratzer in Frankfurt am Main. Der Turm steht im Stadtteil Westend gegenüber der Alten Oper an der Ecke Bockenheimer Landstraße und Reuterweg. Architekt des Hochhauses ist der Frankfurter Professor Christoph Mäckler, Projektentwickler das US-amerikanische Unternehmen Tishman Speyer Properties, das in Deutschland bereits das Sony Center in Berlin und den Frankfurter Messeturm gebaut hat. Das Hochhaus ist Hauptquartier der UBS Europe SE; die Bank hat als Hauptmieter 28.000 Quadratmeter Bürofläche angemietet und betreibt von hier ihre Europazentrale. Ende 2010 wurde der Opernturm für rund 550 Mio. Euro von einem Joint Venture zwischen der Government of Singapore Investment Corporation und einem institutionellen Fonds gekauft.

## Konstruktion
Der Opernturm ist ein Hochhaus mit 170 Metern Höhe
und 42 Stockwerken. Er wird durch eine 18 Meter hohe Lobby erschlossen. Zum Opernplatz rundet ein Podiumgebäude mit sieben Stockwerken das Gesamtensemble ab. Durch eine einheitliche gelbbeige Steinverkleidung der Hausfassaden fügt es sich farblich in die bestehenden Gebäude rund um den Opernplatz ein.
Der Opernturm verbraucht nach Mitteilung des Bauherrn 23 Prozent weniger Energie als von der Energieeinsparverordnung EnEV 2007 gefordert. Als eines der ersten Bürohäuser in Europa wurde er als Grünes Gebäude nach dem amerikanischen Umweltstandard LEED-Gold (Leadership in Energy and Environmental Design) für umweltfreundliches, ressourcenschonendes und nachhaltiges Bauen zertifiziert.

## Baugeschichte

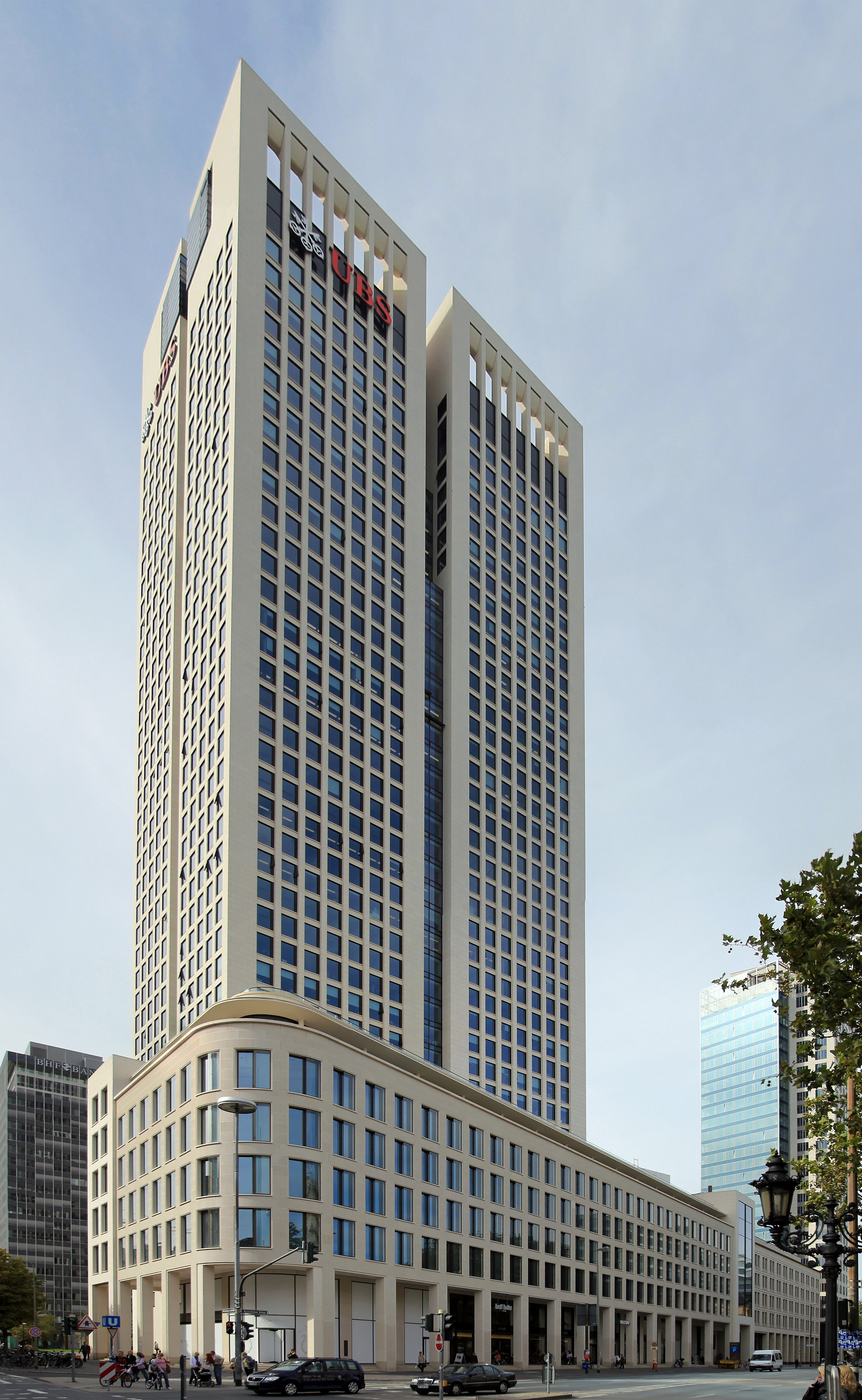
Opernturm mit Sockel (September 2010)

Auf dem Grundstück des Opernturms stand von 1960 bis 2002 das Zürich-Haus. Der 68 Meter hohe denkmalgeschützte Turm war eines der ersten Hochhäuser in Frankfurt. 1998 ließ die Zürich-Versicherung, die Eigentümerin des Grundstücks, vom Architekturbüro Christoph Mäckler einen Entwurf für einen 22 Meter höheren Neubau erarbeiten. Um eine möglichst hohe Flächenausnutzung zu erzielen, wurde der Entwurf sehr breit und erschien gedrungen. Die Zürich-Versicherung schlug der Stadt daraufhin vor, das neue Hochhaus 160 Meter hoch zu bauen, dafür jedoch durch den Abbruch weiterer Gebäude auf ihrem Grundstück den angrenzenden Rothschildpark bis zur Bockenheimer Landstraße zu erweitern. Nach langen politischen Kontroversen und dem persönlichen Einsatz Christoph Mäcklers stimmte die Stadt dem Vorschlag zu. 2002 wurden das Zürich-Haus sowie alle weiteren Gebäude auf dem Grundstück abgerissen. Als die Zürich-Versicherung aufgrund eigener wirtschaftlicher Probleme den Neubau nicht beginnen wollte, verkaufte sie die Brachfläche im Juli 2004 an den Projektentwickler Tishman Speyer.
Ende 2006 begann der Tiefbau mit dem Abriss der Tiefgarage des Zürich-Hochhauses. Der erste Spatenstich für den Bau des Opernturms erfolgte am 22. Januar 2007, die Grundsteinlegung war am 4. September 2007. Ende 2008 war der Rohbau des Opernturms fertig, am 6. Februar 2009 wurde das Richtfest gefeiert.

## Eingangshalle

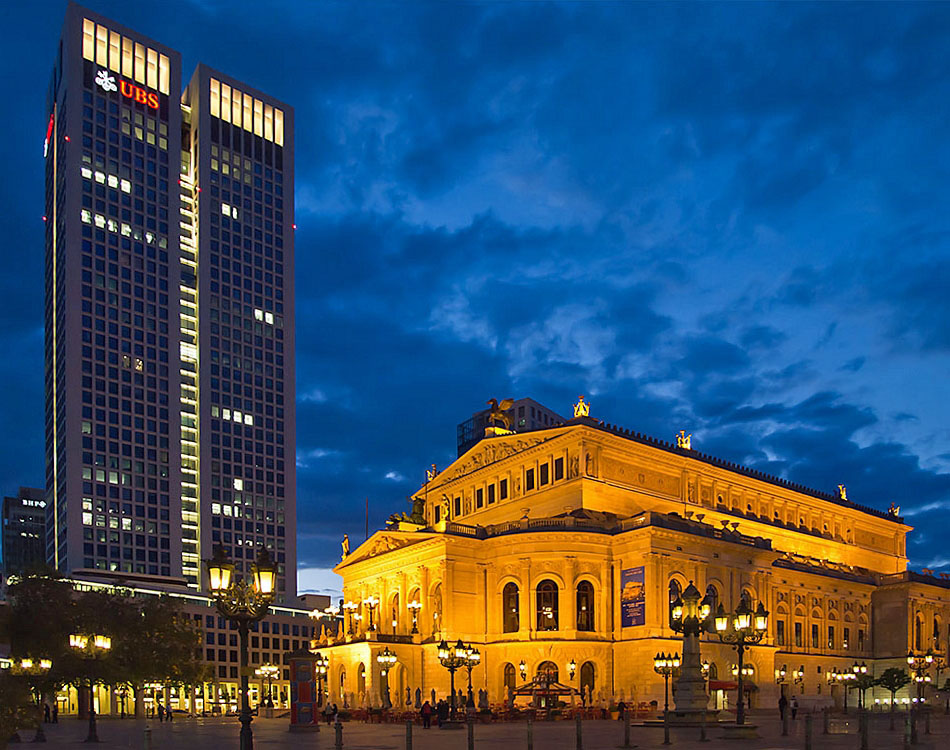
Opernturm und Alte Oper am Opernplatz

Im Foyer des Opernturms hängt eine aus gebrauchtem Segeltuch gefertigte 12 Meter hohe und dreizehn Meter breite Leinwand. Das Gemälde mit dem Titel Ahab wurde von dem New Yorker Künstler Julian Schnabel angefertigt und zeigt einen blutbefleckten schwarzen Wal und einen stilisierten weißen Schwan. Sie stellen so eine Umkehrung der Fachausdrücke aus der Finanzwelt weißer Wal und schwarzer Schwan dar.

## Mieter

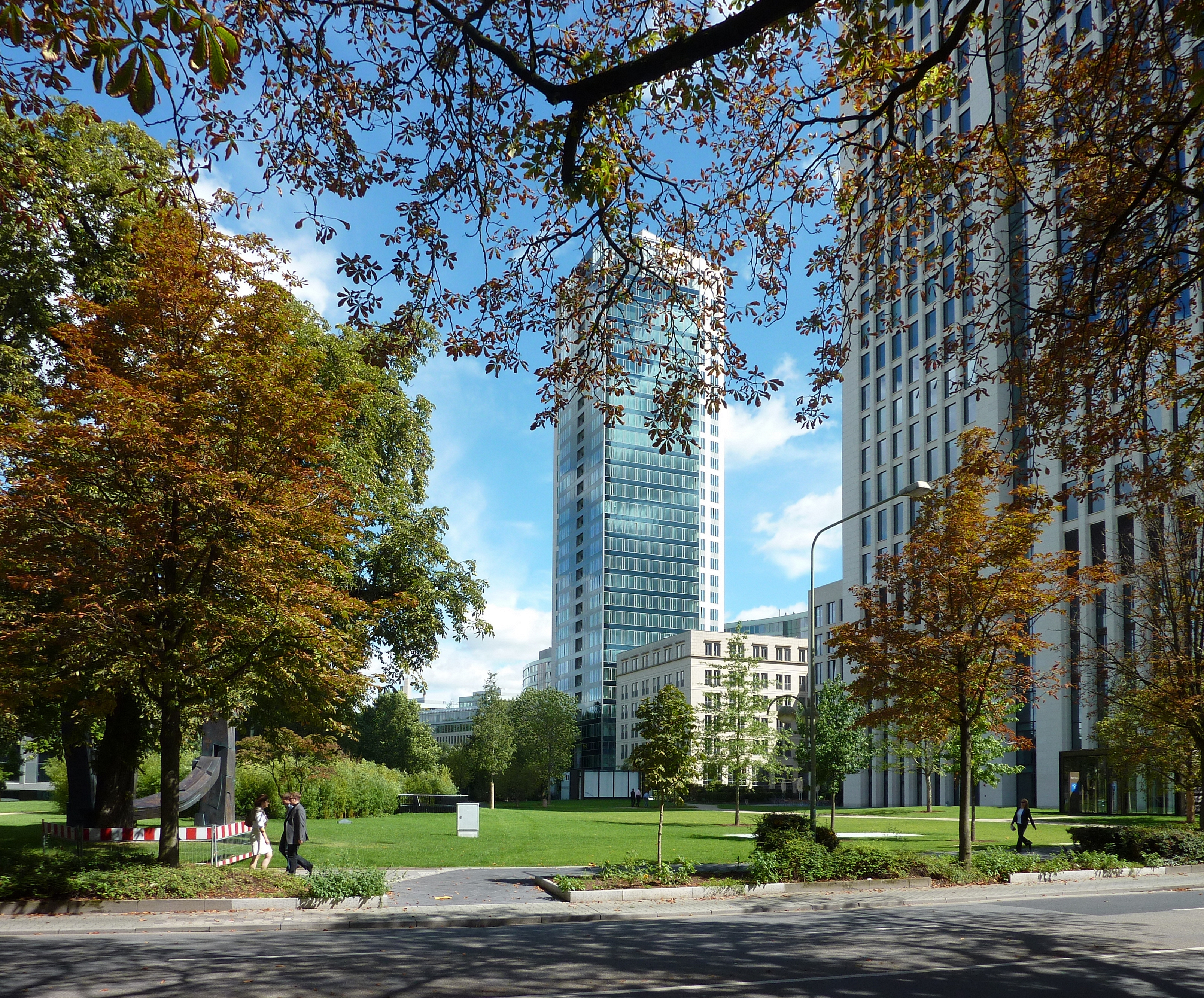
Der vergrößerte Rothschildpark, Ansicht von der Bockenheimer Landstraße. Rechts der Park Tower und der Opernturm.

Im November 2009 zog mit dem Warenhaus Manufactum der erste Mieter in das Podiumgebäude des Opernturms. Weitere Mietverträge wurden mit den Anwaltskanzleien Morgan Lewis & Bockius LLP, Ashurst LLP, Allen & Overy LLP, Publity AG sowie BlackRock Deutschland, K&L Gates, Cerberus Deutschland, Roland Berger Strategy Consultants und der Excellent Business Centers GmbH geschlossen, sodass – inklusive des Hauptmieters UBS – der Opernturm zu 85 Prozent vermietet war. Die Mieterausbauplanung wird durch das Frankfurter Architekturbüro MOW Generalplanung erstellt, das auch bereits mit der Ausführungsplanung der Architektur betraut war.

## Sonstiges
Der angrenzende Rothschildpark wurde als Kompensation für den Neubau anstelle des denkmalgeschützten Zürich-Hauses um 5.500 Quadratmeter vergrößert und im Stil eines englischen Gartens neu gestaltet. Zwei neu geschaffene Zugänge verbinden den Rothschildpark mit dem Opernplatz.
Der Opernturm gehört zu den Gebäuden in Frankfurt mit eigener Postleitzahl (60306).